# Amina
Amina är möjligen en latinsk feminin form av det ursprungligen fornnordiska namnet Amund, bildat av ord som betyder udd eller spets och beskydd.
Amina är även ett arabiskt kvinnonamn som betyder pålitlig. En bosnisk variant av namnet är Emina.[källa behövs]
Den 31 december 2014 fanns det totalt 2 734 kvinnor folkbokförda i Sverige med namnet Amina, varav 2 355 bar det som tilltalsnamn.
Namnsdag i Sverige: saknas

## Kända personer vid namn Amina
- Amina Annabi, fransk-tunisisk sångerska och skådespelare
- Amina av Zazzau, afrikansk hausadrottning
- Aminah Bint Wahb, profeten Muhammeds mor
- Amina Kabafa’anu, prinsessa och regent av Maldiverna
- Amina Rani Kilegefa’anu, prinsessa och regent av Maldiverna
- Amina Wadud, amerikansk islamologiprofessor och genusvetare